# Newsvendor
O Newsvendor também conhecido como o problema do jornaleiro, ou problema do ardina, é um dos modelos probabilísticos de stocks mais conhecido. Este modelo na sua forma mais simples considera que uma encomenda é feita de modo a atender em um determinado período de tempo a procura existente (Garcia et al., 2006, p. 56).
A encomenda referente ao período de tempo em questão, não influencia os períodos subsequentes e a procura é uma variável aleatória (Garcia et al., 2006, p. 56).
No final desse período de tempo, há um custo de excesso (associada à quantidade oferecida não procurada) ou um custo de falta (associado à procura não atendida). (Garcia et al., 2006, p. 56).
A solução do problema, que leva em conta não apenas os custos de falta e excesso de produtos, mas também a representação estatística da distribuição da demanda aleatória. Assim, se os lucros são grandes, opta-se por comprar mais que a demanda média, enquanto que se os riscos são elevados, o estoque será menor do que a demanda.